# 日本2.5次元ミュージカル協会
日本2.5次元ミュージカル協会（にほんにてんごじげんミュージカルきょうかい）とは、2014年3月23日に設立された、2.5次元ミュージカルの発展と品質向上、海外発信を目的に活動する一般社団法人である。

## 概要
2014年3月23日に行われたAnimeJapan 2014のビジネスセミナーで設立が発表され、2.5次元ミュージカルの更なる発展と品質向上、さらには海外発信の推進を目指して活動する事業者団体として設立されることになった
。
代表理事の松田誠により大きな目的は
- 国内のマーケットの活性化を目指す事
- 2.5次元ミュージカルコンテンツを世界へ発信する事を目標

と設立主旨が説明された
- カタログ化（ライツビジネスの推進）、海外のコンベンションの参加・公演やライセンスビジネス
- 世界の若者の文化の標準

を目的に我々のミュージカルを輸出すると語っている
。

## 役員
理事は、年間で20演目の舞台を国内外で制作しているホリプロ、ライブ運営を専門としているエイベックス・ライヴ・クリエイティヴ、アニメ制作会社のぴえろなど7社の代表が務めている。
- 理事
  - 松田誠（株式会社ネルケプランニング代表取締役）　
  - 堀義貴（株式会社ホリプロ代表取締役社長）　
  - 中山晴喜（株式会社マーベラスAQL代表取締役会長）　
  - 井上俊次（株式会社バンダイナムコライブクリエイティブ代表取締役）
  - 本間道幸（株式会社ぴえろ代表取締役社長）
  - 黒岩克巳（エイベックス・ライヴ・クリエイティヴ株式会社代表取締役社長）
  - 伊藤達哉（有限会社ゴーチ・ブラザーズ代表取締役）
  - 荒牧慶彦(株式会社pasture代表取締役社長)
- 監事
  - 高原達広（TMI総合法律事務所）
- キュレーター（学術会員）
  - 岡本美津子

## 協会活動
漫画やアニメ以外にもゲームを原作とするための働きかけや、海外へのツアーや現地の俳優を使ったライセンス公演のサポート、Japan ExpoやAnime Expoなどへの出展、関連ビジネスのオープンセミナーなどが行われている。
一般向けには、2.5次元ミュージカルの情報を発信するメーリングリストを運営している。
2014年には上海視覚芸術大学と上海戯劇学院で、演劇・ミュージカルを学ぶ学生向けの、日本のミュージカル市場や日本2.5次元ミュージカル協会の展望についての講義を行うと説明した。